# 斜肋玉米捲管螺
斜肋玉米捲管螺（学名：Inquisitor subochracea）为捲管螺科玉米捲管螺屬下的一个种。